# Mézy-sur-Seine
Mézy-sur-Seine és un municipi francès, situat al departament d'Yvelines i a la regió de Illa de França. L'any 2007 tenia 1.908 habitants.
Forma part del Cantó de Les Mureaux, del districte de Rambouillet i de la Comunitat urbana Grand Paris Seine et Oise.

## Demografia

### Població
El 2007 la població de fet de Mézy-sur-Seine era de 1.908 persones. Hi havia 653 famílies, de les quals 130 eren unipersonals (55 homes vivint sols i 75 dones vivint soles), 202 parelles sense fills, 285 parelles amb fills i 36 famílies monoparentals amb fills.
La població ha evolucionat segons el següent gràfic:
Habitants censats

### Habitatges
El 2007 hi havia 964 habitatges, 680 eren l'habitatge principal de la família, 245 eren segones residències i 39 estaven desocupats. 686 eren cases i 44 eren apartaments. Dels 680 habitatges principals, 613 estaven ocupats pels seus propietaris, 53 estaven llogats i ocupats pels llogaters i 14 estaven cedits a títol gratuït; 5 tenien una cambra, 33 en tenien dues, 89 en tenien tres, 144 en tenien quatre i 409 en tenien cinc o més. 577 habitatges disposaven pel capbaix d'una plaça de pàrquing. A 262 habitatges hi havia un automòbil i a 382 n'hi havia dos o més.

### Piràmide de població
La piràmide de població per edats i sexe el 2009 era:
| Homes | Edats   | Dones |
| ----- | ------- | ----- |
| 0     | 95 o +  | 4     |
| 4     | 90 a 94 | 16    |
| 16    | 85 a 89 | 28    |
| 4     | 80 a 84 | 20    |
| 12    | 75 a 79 | 40    |
| 32    | 70 a 74 | 36    |
| 52    | 65 a 69 | 44    |
| 36    | 60 a 64 | 52    |
| 40    | 55 a 59 | 48    |
| 84    | 50 a 54 | 88    |
| 56    | 45 a 49 | 84    |
| 72    | 40 a 44 | 64    |
| 72    | 35 a 39 | 64    |
| 36    | 30 a 34 | 48    |
| 56    | 25 a 29 | 40    |
| 48    | 20 a 24 | 4     |
| 68    | 15 a 19 | 64    |
| 64    | 10 a 14 | 60    |
| 48    | 5 a 9   | 72    |
| 36    | 0 a 4   | 40    |

## Economia
El 2007 la població en edat de treballar era de 1.227 persones, 915 eren actives i 312 eren inactives. De les 915 persones actives 859 estaven ocupades (455 homes i 404 dones) i 57 estaven aturades (34 homes i 23 dones). De les 312 persones inactives 122 estaven jubilades, 110 estaven estudiant i 80 estaven classificades com a «altres inactius».

### Ingressos
El 2009 a Mézy-sur-Seine hi havia 691 unitats fiscals que integraven 1.921 persones, la mediana anual d'ingressos fiscals per persona era de 26.031 €.

### Activitats econòmiques
Dels 79 establiments que hi havia el 2007, 1 era d'una empresa extractiva, 1 d'una empresa de fabricació de material elèctric, 1 d'una empresa de fabricació d'altres productes industrials, 18 d'empreses de construcció, 14 d'empreses de comerç i reparació d'automòbils, 4 d'empreses de transport, 1 d'una empresa d'hostatgeria i restauració, 6 d'empreses d'informació i comunicació, 1 d'una empresa financera, 7 d'empreses immobiliàries, 14 d'empreses de serveis, 9 d'entitats de l'administració pública i 2 d'empreses classificades com a «altres activitats de serveis».
Dels 21 establiments de servei als particulars que hi havia el 2009, 2 eren tallers de reparació d'automòbils i de material agrícola, 4 paletes, 2 guixaires pintors, 3 fusteries, 5 lampisteries, 2 electricistes, 1 restaurant i 2 agències immobiliàries.
L'únic establiment comercial que hi havia el 2009 era una peixateria.

## Equipaments sanitaris i escolars
El 2009 hi havia una escola elemental.

## Poblacions més properes
El següent diagrama mostra les poblacions més properes.